# Чаролија (албум)
Чаролија је једанаести албум Здравка Чолића. Издат је децембра 2003. године. Албум је продуцирао Корнелије Ковач.
На овом албуму су учествовали Бора Ђорђевић, Бајага, Никша Братош, Арсен Дедић, Кемал Монтено, Ђорђе Давид, Александра Ковач и Ђорђе Балашевић. Занимљиво је да је аранжмане потписао Саша Хабић.
Највећи хитови са овог албума су Злочин и казна, На овај дан, Ао ноно бијела итд.

## О албуму
Албум је сниман у Београду и Загребу шест месеци (мај—новембар 2003), док је пост-продукција рађена у Лондону. Неке песме (Ао, ноно бијела" и ,Пјевају, пјевај на клетој гитари")  су певане на стихове Јесењина и Радичевића.
Албум је промовисан у хотелу Хајат у Београду дан након изласка. На промоцији су присуствовали и Бора Ђорђевић, Бајага, Драгољуб Ђуричић, Корнелије Ковач, Кики Лесендрић, Дејан Цукић, Милан (Неверне Бебе), Огњен Радивојевић, Александра Радовић, Вања Булић, Марија Михајловић, Неда Украден…

## Песме
1. Бити ил не бити
2. Заборављаш зар не
3. Ао ноно бијела
4. Моја драга
5. Много хвала
6. Ничији и свачији
7. Ако једном будеш сама
8. Била си боља
9. Злочин и казна
10. На овај дан
11. Пјевај, пјевај на клетој гитари

## Топ листе
| Листа | Највиша позиција |
| ----- | ---------------- |
| Борба | 15               |

## Обраде
- 1 Бити ил не бити[8] (оригинал: Северина и Жера — Ти си срце моје, 1995)
- 2 Заборављаш, зар не? (оригинал: Зоран Рамбосек - Без опроштаја (Фестивал омладина 1963.) )
- 5. Много хвала[9] (оригинал: Масимо Савић — Бензина, 1995)[10]
- 7. Ако једном будеш сама (оригинал: Индекси — Ако једном будеш сама, 1969)
- 9. Злочин и казна (оригинал: Олег Газманов — На заре, 1999)
- 10. На овај дан[11] (оригинал: Boye —  Доста! Доста! Доста!, 1988)[12]